# تریچادا پتچارت
تریچادا پتچارت (به انگلیسی: Treechada Petcharat) (زاده ۵ اکتبر ۱۹۸۶) بازیگر و مدل تایلندی است
او یک زن ترنس است که در خانواده ای چینی تایلندی متولد شده است .
او در ابتدا پی برد که یک زن تراجنسیتی است ولی این موضوع را از والدین خود پنهان کرد تا سرانجام در 17 سالگی تحت عمل تغییر جنسیت قرار گرفت.او در دانشگاه ماهیدول در رشته ژنتیک مولکولی و مهندسی ژنتیک مشغول به تحصیل است.
او در سال ۲۰۰۴ ، در سن 19 سالگی دوشیزه تیفانی و دوشیزه ملکه بین‌المللی شد.